# Cerro Monte Claro
El Cerro Monte Claro (9°01′21″N 70°26′58″O / 9.0226, -70.4495) es el nombre que recibe una montaña en el estado Barinas, al occidente de Venezuela. A una altitud de 3.297 m. s. n. m. el Cerro Monte Claro es una de las montañas más altas en Barinas. Constituye parte del límite noroeste de Barinas con el punto donde se encuentran los estados Trujillo y su vecino estado Mérida.

## Ubicación
El Cerro Monte Claro se encuentra en el límite noroeste de Barinas con los estados Trujillo y Mérida, al sur de la población de «Las Mesitas» y al oeste del caserío «El Vegón» y el Pico Calderas.

## Geografía
El Cerro Monte Claro está ubicado en un exclusivo punto natural rodeado del páramo andino por todas sus coordenadas. 
- Por su costado sur, el páramo del Bartolo;
- Al oeste, el extenso páramo de Motumbo;
- En su falda este, el páramo Calderas;
- Al norte, el pico Bartolo y la loma El Junco.

En sus alrededores hay numerosas lagunas de origen periglaciar y quebradas, entre ellas quebrada El Delgadito, quebrada Bartolo y quebrada Los Burros. 